# Keçecizade Fuat Paixà
Keçecizade Mehmet Emin Fuat Paşa (Istanbul, Imperi Otomà, 1815 - Niça, 12 de febrer de 1869) fou un gran visir otomà fill del poeta Izzet Molla.
Estudiava teologia, però ho va deixar per dedicar-se a la medicina; el 1834 va anar tres anys a Trípoli de Líbia com a metge militar però pel seu coneixement del francès va obtenir un lloc diplomàtic el 1837. Fou protegit de Koca Mustafa Reşid Paşa.
Després de deu anys al servei de traducció va ocupar alguns càrrecs diplomàtics més elevats. El. 1849 fou nomenat sadaret musteshari que era equivalent a ministre de l'interior. El 1850 va escriure la primera gramàtica moderna del turc otomà. Va seguir ocupant diversos càrrecs i el 9 d'agost de 1852 fou nomenat ministre d'afers exterior pel gran visir Mehmed Emin Ali Paixà, successor de Mustafa Reshid Paixà. Per una ofensa del príncep rus Mentxikov, va dimitir (març de 1853); el maig de 1855 quan Mehmed Emin Ali Paixà va tornar a ser gran visir, va recuperar el ministeri d'afers exteriors. Va dimitir per les pressions britàniques en l'afer dels principats danubians (novembre de 1856). Mort Mustafa Reshid Paixà (7 de gener de 1858), Mehmed Emin Ali Paixà fou altre cop gran visir el gener del 1858 i el dia 11 el va nomenar altre cop ministre d'afers exteriors assistint a la conferència de París sobre els principats i Crimea (22 de maig a 19 d'agost de 1858); després va anar a Líban com plenipotenciari especial per investigar sobre els atacs als maronites que havia provocat la intervenció francesa arribant a Beirut el 12 de juliol de 1860; les matances de Damasc el van fer anar a aquesta ciutat on va fer jutjar a 700 persones i executar (penjar) a 167 incloent el governador Ahmed Paixà, i se li va donar el nom a Síria de «Pare de la corda», però aconseguint així evitar la intervenció militar francesa a Síria. Després va presidir la conferència internacional sobre el Líban (5 d'octubre de 1860 a 4 de maig de 1861) que finalment va imposar un nou estatut al Líban (9 de juny de 1861). El 6 d'agost de 1861 encara era a Síria quan va tornar a ser ministre d'afers exteriors.
El 22 de novembre de 1861 fou nomenat gran visir càrrec que va exercir a partir del 21 de desembre al retornar a Istanbul. Va negociar un emprèstit (1862) i va fer la campanya de Montenegro amb èxit, però va haver d'evacuar algunes fortaleses a Sèrbia a causa de l'anomenat incident de Belgrad. Va afavorir l'autonomia de grecs, armenis i jueus. Va dimitir el 2 de gener de 1863.
Després fou president del madjlis i serasker (ministre de la guerra) i va acompanyar al sultà a Egipte. L'1 de juny de 1863 va ser nomenat altre cop gran visir (conservant el ministeri que ocupava); els afers principals foren la llei sobre províncies de l'imperi (wilayats) el 1864, la construcció del canal de Suez, el reconeixement de Carles I Hohenzollern com príncep de Romania i el firman  o decret de 27 de maig de 1866 que concedia la successió hereditària a Egipte. Finalment fou destituït el 5 de juny de 1866 en oposar-se al matrimoni del sultà amb una princesa egípcia.
L'11 de febrer de 1867 Mehmed Emin Ali Paixà va ser nomenat gran visir i va designar a Fuad com a ministre d'afers exterior per cinquena vegada; l'evacuació de Sèrbia i la revolta de Creta li van provocar moltes crítiques. Va acompanyar al sultà en un viatge a París, Londres i Viena (estiu del 1867). A la tardor d'aquell any, per l'absència del gran visir Emin Ali Paixà en visita a Creta, va ocupar interinament el càrrec de gran visir per poc temps.
El 1868, malalt, es va anar a tractar a Itàlia i va morir a Niça el 12 de febrer de 1869. Fou enterrat a Istanbul.